# Сил (митологија)
Сил је у грчкој митологији било име више личности.

## Етимологија
Име Сил има значење „онај који се руга“.

## Митологија
- Према Паусанији, био је краљ Месеније, након његовог оца Трасимеда. На престолу га је наследио његов син Алкмеон.[2]
- Био је један од Керкопа.[3][4]

## Биологија
Латинско име ових личности (Sillus) је назив за род у оквиру групе паука.